# Falk Schnabel
Falk Schnabel (* 1969 in Tübingen) ist ein deutscher Jurist und seit dem 9. November 2023 Polizeipräsident von Hamburg.

## Leben
Schnabel, dessen Mutter aus China stammte, wuchs in Hessen und Bünde (Westf.) auf. Nach einer Ausbildung bei der Deutschen Bank in Herford und dem Grundwehrdienst studierte er Rechtswissenschaften an der Universität Bielefeld.
Er begann seine berufliche Laufbahn 2001 bei der Staatsanwaltschaft in Bielefeld im Bereich der Wirtschaftsstrafsachen. Ab 2006 war er im Ministerium der Justiz des Landes Nordrhein-Westfalen unter anderem für materielles Strafrecht, Staatsschutz und strafrechtliche Nebengesetze zuständig. Nach seiner Beförderung zum Oberstaatsanwalt (2009) und Ministerialrat (2011) war er von 2012 bis 2015 als Leitender Ministerialrat für die Bereiche Krankenhausfinanzierung, Gesundheitswirtschaft und Maßregelvollzug im Ministerium für Arbeit, Gesundheit und Soziales in Düsseldorf verantwortlich. 2016 wurde er zum Leitenden Oberstaatsanwalt ernannt und leitete die für allgemeine Strafsachen, Wirtschafts- und Steuerstrafsachen, Korruption sowie Maßregelvollzug zuständige Abteilung bei der Generalstaatsanwaltschaft Hamm, bis er am 21. März 2017 die Leitung der Staatsanwaltschaft Düsseldorf übernahm. Dort initiierte er ein Haus des Jugendrechts sowie ein Sonderdezernat für Straftaten gegen Polizei- und Einsatzkräfte, das Vorbildcharakter für andere Behörden hatte. Während seiner Amtszeit wurde bei der Staatsanwaltschaft Düsseldorf außerdem die nordrhein-westfälische Zentral- und Ansprechstelle für die Verfolgung Organisierter Straftaten (ZeOS NRW) eingerichtet, bei der bundesweit erstmalig herausragende Verfahren der Organisierten Kriminalität gebündelt werden.
Ab dem 1. Dezember 2020 war Schnabel Polizeipräsident von Münster. Schwerpunkte seiner Arbeit waren dort ein aufeinander abgestimmtes Vorgehen von Stadt und Polizei gegen Krawalle im öffentlichen Raum und sogenannte Autoposer sowie die Mitwirkung bei der Entwicklung eines Konzepts zur Früherkennung von Amoktätern (PeRiskoP), das inzwischen in ganz Nordrhein-Westfalen umgesetzt wird.
Am 25. April 2022 trat Schnabel das Amt des Polizeipräsidenten von Köln als Nachfolger von Uwe Jacob an. Jacob war zum 31. Januar 2022 in den Ruhestand getreten. Im Juli 2023 wurde bekannt, dass Schnabel im Oktober 2023 Polizeipräsident von Hamburg als Nachfolger von Ralf Martin Meyer wird. Er wechselte laut eigener Aussage aus „persönlichen Gründen“ in die Hansestadt.

## Privates
Schnabel ist verheiratet und Vater von zwei Kindern. Er engagiert sich gegen Antisemitismus und ist Mitglied der Gesellschaft für Christlich-Jüdische Zusammenarbeit Münster e.V.